# Delia rossica
Delia rossica är en tvåvingeart som beskrevs av Willi Hennig 1974. Delia rossica ingår i släktet Delia och familjen blomsterflugor. Inga underarter finns listade i Catalogue of Life.